# Mulazzo
Mulazzo est une commune de la province de Masse et Carrare, dans la région Toscane, en Italie.

## Monuments
- Château Malaspina de Castevoli (XIe siècle)
- Château de Lusuolo

## Produits locaux
- Châtaignes de Mulazzo

## Administration
| Période                                  | Période     | Identité      | Étiquette | Qualité |
| ---------------------------------------- | ----------- | ------------- | --------- | ------- |
| mai 2002                                 | 29 mai 2007 | Sandro Donati |           |         |
| 29 mai 2007                              | En cours    | Sandro Donati |           |         |
| Les données manquantes sont à compléter. |             |               |           |         |

### Hameaux
Arpiola, Boceda, Busatica, Campoli, Castagnetoli, Canossa, Casa di Loia, Castevoli, Gavedo, Groppoli, Lusuolo, Montereggio, Parana, Pozzo, Talavorno.

### Communes limitrophes
Calice al Cornoviglio, Filattiera, Pontremoli, Rocchetta di Vara, Tresana, Villafranca in Lunigiana, Zeri.

## Jumelage
- Puylaurens (France)